# وودرو آدامز
وودرو آدامز (بالإنجليزية: Woodrow Adams)‏ هو موسيقي أمريكي، ولد في 9 أبريل 1917، وتوفي في 9 أغسطس 1988.

## وصلات خارجية
- وودرو آدامز على موقع ميوزك برينز (الإنجليزية)
- وودرو آدامز على موقع أول ميوزيك (الإنجليزية)
- وودرو آدامز على موقع أول ميوزيك (الإنجليزية)
- وودرو آدامز على موقع ديسكوغز (الإنجليزية)